# Бивши дечко
Бивши дечко (енгл. The Ex) америчка је романтична комедија из 2006. режисера Џесија Переца у којој главне улоге тумаче Зак Браф, Аманда Пит и Џејсон Бејтман.

## Радња
Том и Софија Рајли чекају бебу. На дан рођења, Томов кувар добија отказ и они одлучују да се преселе у град са Софијиним родитељима. Том се запошљава у фирми свог свекра и за шефа добија свима омиљеног Чипа Сандерса, корисника инвалидских колица и Софијиног бившег дечка.

## Улоге
| Глумац         | Улога                 |
| -------------- | --------------------- |
| Зак Браф       | Том Рајли             |
| Аманда Пит     | Софија Ковалски-Рајли |
| Џејсон Бејтман | Чип Сандерс           |
| Чарлс Гродин   | Боб Ковалски          |
| Мија Фароу     | Амелија Ковалски      |
| Ејми Полер     | Карол Лејн            |
| Пол Рад        | Леон                  |
| Фред Армисен   | Мани                  |
| Ејми Адамс     | Аби Марч              |